# Adelardo López de Ayala
Adelardo López de Ayala y Herrera (Guadalcanal, 1 de mayo de 1828-Madrid, 30 de diciembre de 1879) fue un dramaturgo, académico y político español, adscrito al realismo literario. Miembro numerario de la Real Academia Española, ejerció varias veces como ministro de Ultramar, durante el Sexenio Democrático y la Restauración.

## Biografía

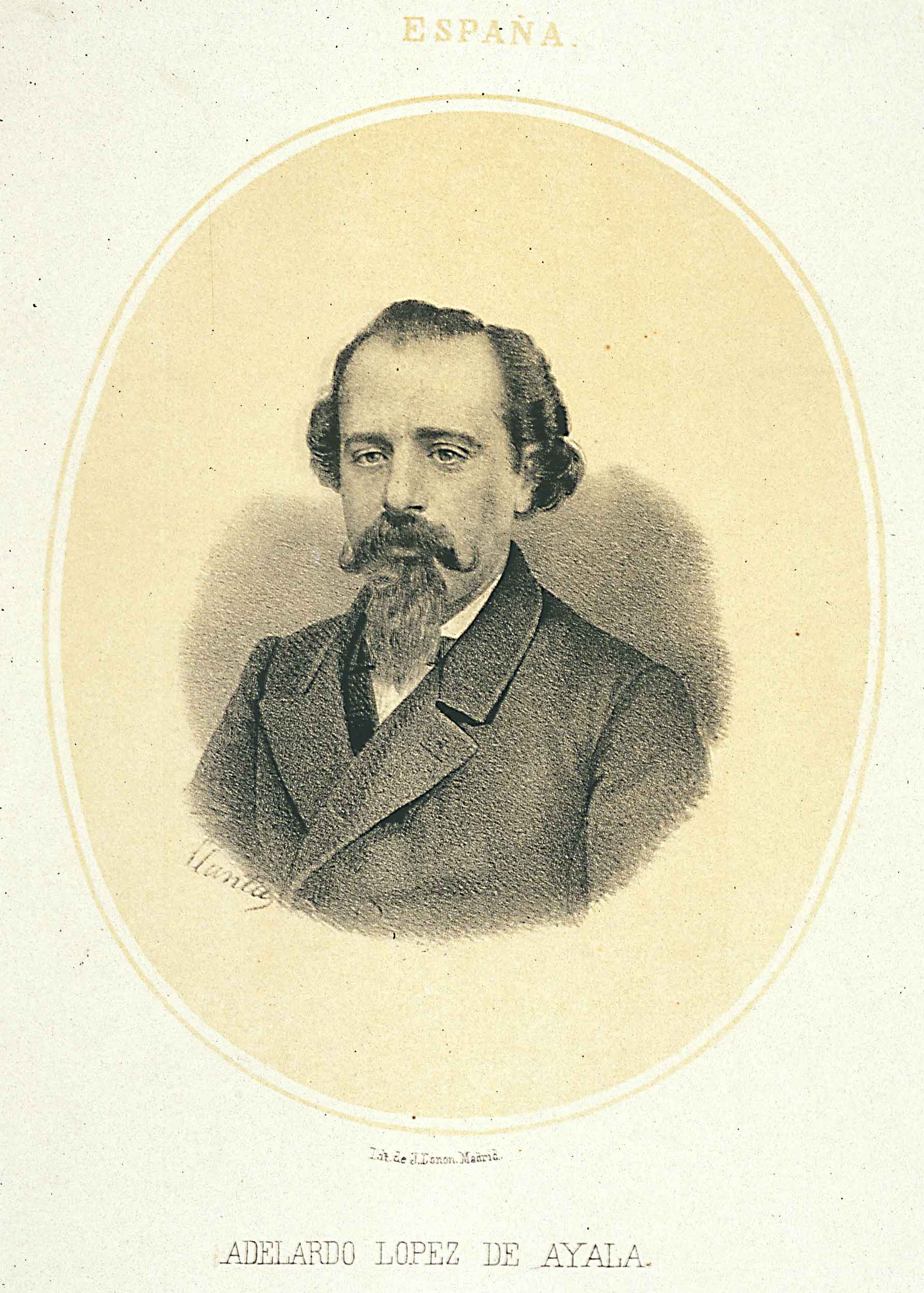
Retrato de Adelardo López de Ayala, litografía de Santiago Llanta y Guerin.

Nació el 1 de mayo de 1828 en la localidad de Guadalcanal, que aunque en la actualidad se encuentra en la provincia de Sevilla, pertenecía a Extremadura en la época. Fue hermano de José López de Ayala y Baltasar López de Ayala y tío de Ángeles López de Ayala.
De familia pudiente, fue a Sevilla para estudiar bachillerato y Derecho, pero no acabó la carrera y se consagró al teatro. En Sevilla escribió su primera pieza importante, el drama histórico Un hombre de estado. Se marchó a Madrid para estrenar su obra, lo que consiguió en el Teatro Español, en 1851. El éxito de este drama le permitió además conocer a la intérprete Teodora Lamadrid, con la que mantuvo un apasionado y desdichado romance. Poco después representó su comedia de capa y espada Los dos Guzmanes, al estilo de Calderón, autor al que siempre admiró. En 1851 escribió su primera zarzuela, Guerra a muerte, con la que inició su dedicación a este género. También colaboró en la prensa, en particular en la satírica: El padre Cobos. En 1857 representó a Mérida como diputado liberal y al año siguiente fue elegido por Castuera, residiendo en la localidad de Cabeza del Buey. Entre los años 1857 y 1861 escribió El tejado de vidrio y El tanto por ciento. Con ellas obtuvo grandes éxitos y se puso a la altura de escritores consagrados de la época, como Manuel Tamayo y Baus (principal representante de la alta comedia); fue tal el éxito de la segunda, considerada la mejor comedia de su autor, que recibió un homenaje público en el que Francisco Martínez de la Rosa le entregó una corona de oro y un libro de poemas en elogio del autor. Siguió estrenando El nuevo don Juan, donde retoma el tópico personaje romántico ya tratado en El tejado de vidrio desde una nueva óptica. Sufrió un destierro a Portugal por oponerse al régimen de Isabel II y un año después redactó el Manifiesto de Cádiz que ayudó a destronarla. Portó la carta que el duque de la Torre envió al general Pavía el 27 de septiembre para intentar parar el enfrentamiento, unas horas antes del inicio de la batalla de Alcolea. Fue nombrado ministro de Ultramar en el reinado de Amadeo I de Saboya, pero de nuevo sus opiniones políticas le obligan a dimitir.
El 25 de marzo de 1870 ingresó como académico de la lengua con un discurso sobre su autor teatral favorito, Pedro Calderón de la Barca. Con Alfonso XII, siguió siendo diputado y ministro. En 1878 fue nombrado presidente del Congreso y publicó Consuelo, una de sus mejores obras, representada por la que fue su segundo amor y prometida, Elisa Mendoza Tenorio. Se estrenó en Madrid el 30 de marzo de 1878 y a su exitoso estreno acudió el rey, quien además le encargó la oración fúnebre por la reina María de las Mercedes en la que fue su última aparición pública. En diciembre de 1879 el rey le propuso como presidente del Consejo de Ministros, lo que rechazó en favor de Antonio Cánovas del Castillo, pues estaba ya muy enfermo y ese mismo año murió en Madrid. Sus restos se encuentran en el cementerio de San Justo de Madrid.

## Obra

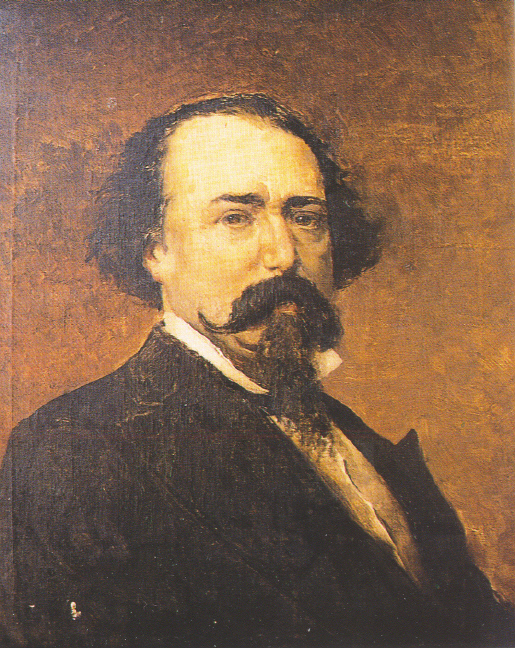
Retrato de López de Ayala, obra de Cortina Farinós.

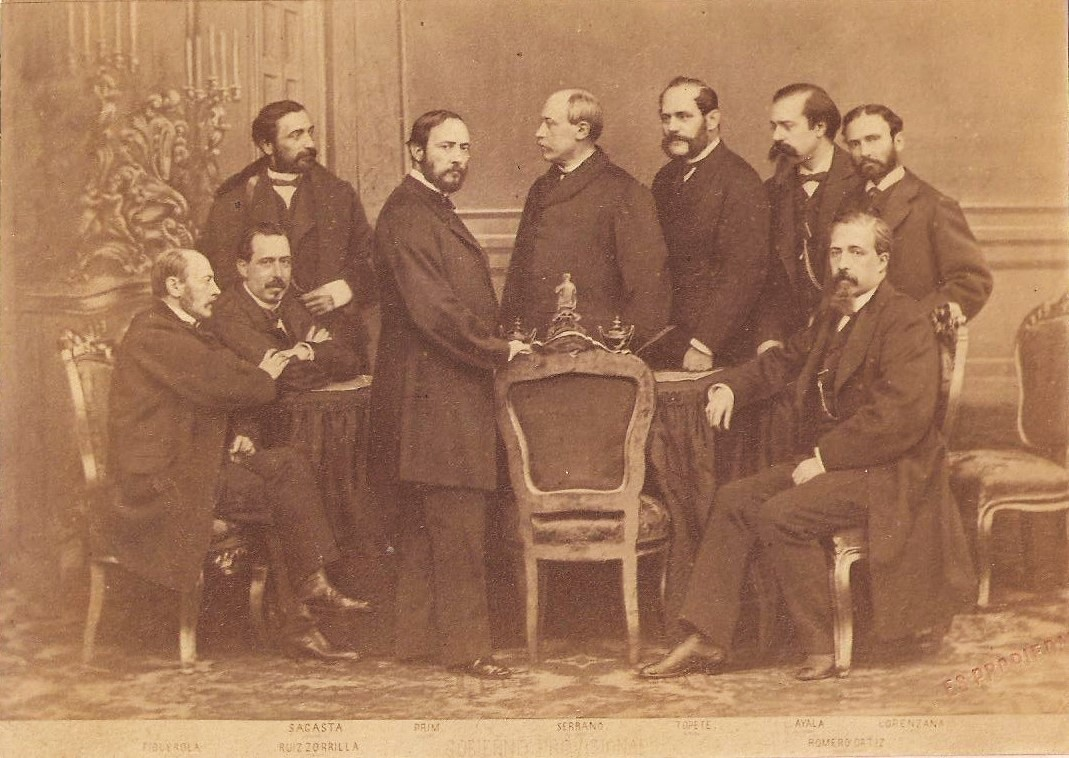
Gobierno Provisional, 1869. Desde izquierda: Figuerola, Ruiz Zorrilla, Sagasta, Juan Prim, Serrano, Topete, López de Ayala, Lorenzana y Romero Ortiz (foto de J. Laurent).

Escribió unas catorce piezas en total, entre dramas históricos, comedias y zarzuelas. Dramas históricos son Un hombre de estado (1851), sobre el espectacular ascenso y caída de don Rodrigo Calderón, secretario de Felipe III y mano derecha del Duque de Lerma, y Rioja (1854). Sus contribuciones a la alta comedia, género en el que fue el autor máximo junto a Manuel Tamayo y Baus, son El tejado de vidrio (1856), El tanto por ciento (1861), El nuevo don Juan (1863) y Consuelo (1878).
En El tanto por ciento (1864), que tiene por marco el mundo de las finanzas, se trata de un engaño colectivo en el que están implicados a la vez la fortuna del protagonista y el honor de la heroína, que al final consiguen triunfar y librarse del grupo de personajes que había urdido la trampa. Consuelo (1878) tiene por protagonista a la mujer del título, que acepta un matrimonio por conveniencias económicas y bienestar social, no por amor. Con esta obra el autor pretende dar una enseñanza moral y demostrar cómo los intereses materiales se vuelven contra los mismos interesados, pues al final Consuelo se queda sola y se arrepiente de su decisión inicial.